# Vičja luka
Vičja luka je uvala kraj Bobovišćâ na Moru, po sredini zapadnog kraja otoka Brača. Važno je podmorsko i kopneno arheološko nalazište.

## Zemljopis
Uvala podno Bobovišća se pri dnu račva na luku Bobovišća, u kojoj se nalazi mjesto Bobovišća na Moru i Vičju luku. Te dvije luke pružaju sigurno sidrište kroz prolasku kroz Splitska vrata.
Zaljev se  u oba kraka nastavlja dubokim klancima. U klancu Vičje Luke nalazi se neobičan kamen zvan Turčinova glava. Klanac je danas okupljalište slobodnih penjača. Klanac je duboka udolina koja vodi od polja sela Ložišća do Vičje luke. Njom su tekli bujični potoci. Premošćena je kamenim mostom u 19. stoljeću.

## Arheološko nalazište
Vičja luka je jedno od najvažnijih lokaliteta s nalazima ilirsko-grčke civilizacije u Hrvatskoj uopće. Ondje su otkrivena četiri prapovijesna groba pokrivena kamenim pločama s višestrukim ukopima i bogatim prilozima (nakit od bronce, jantara i staklene paste, brončano i keramičko posuđe, helenističke geme, grčko-ilirske kacige, knemide), vjerojatno dio željeznodobne nekropole (5. do 3. st. pr. Kr.).
Najznačajniji nalaz s područja Vičje luke su četiri prapovijesna groba otkrivena 1908. godine prilikom krčenja zemlje. Arheološki muzej u Splitu je obaviješten o nalazu grobova te je tom prigodom i otkupio nalaze od težaka Frane Rakele koji je pronašao grobove. Budući da prilikom otvaranja grobova nisu bili prisutni djelatnici Arheološkog muzeja izgubljeni su dragocjeni podaci o položaju kostura te priloga u grobovima kao i cijeli osteološki materijal. Grobovi su bili pokriveni kamenim pločama. Iz četiri grobne cjeline iz Vičje luke ostali su nam sačuvani značajni metalni nalazi: tri brončane kacige grčko-italskog tipa, ostaci brončanog lima pojasa, tri narukvice, ranolatenske fibule, igle s dvostrukom glavom (18 komada), privjesci, pincete, masivni brončani kolutovi te prsten s prikazom ptice. Od ostalog arheološkog materijala pronađene su dvije geme od staklene pastete ukrasne perlice kao i brojni ulomci uvozne crnoglačane grčke keramike (skifosi, lekiti, jajoliki alabastron) te manji broj ulomaka ilirske keramike. Arheološki muzej u Splitu pod vodstvom Mladena Nikolancija proveo je 1957. godine arheološka istraživanja na istom mjestu koja nisu dala značajnije rezultate. Pronađen je jedan srebrni stater grada Krotona te polovica staklene geme. Iz izvještaja Don Frane Bulića može se zaključiti da su na području istočno od morske obale u Vičjoj luci, a prema gradini Rat, bili otkopani i drugi nalazi u grobovima, što navodi na zaključak kako se na ovom području nalazila veća nekropola te da su gore navedeni grobovi samo njen manji dio. Pretpostavlja se da je nekropola pripadala naselju koje je bilo na gradini Rat. Arheološkim rekognosciranjem podmorja pronađeni su brojni ulomci prapovijesne keramike, a bogati prilozi u grobovima dokazuju razmjenu između lokalnog stanovništva i grčkih pomoraca kojima je Vičja luka bila idealan zaklon i sidrište, a možda je uvala predstavljala i određenu vrstu trgovačkog punkta za robu razmjenu.

## Gospodarstvo
U Vičjoj luci gajile su se kamenice i dagnje, pa se od toga npr. 1911. dobilo do 30 000 komada u vrijednosti od 900 kruna.

## Zaštita
Pod oznakom Z-5941 zaveden je kao nepokretno kulturno dobro - arheologija, pravna statusa zaštićena kulturnog dobra, klasificirano kao "kopnena arheološka zona/nalazište".

## Vanjske poveznice
|  | Zajednički poslužitelj ima još gradiva o temi Vičja luka |